# Anodontopsoidea
Anodontopsoidea zijn een uitgestorven superfamilie van tweekleppigen uit de orde Actinodontida.

## Taxaonmie
De volgende families zijn bij de superfamilie ingedeeld:
- † Actinodontidae Davies, 1933
- † Anodontopsidae S. A. Miller, 1889
- † Baidiostracidae Fang & Cope, 2008
- † Cycloconchidae Ulrich, 1894
- † Intihuarellidae Sánchez, 2003
- † Redoniidae Babin, 1966